# 이동채 (언론인)
이동채(1965년 6월 5일(음력) ~ )는 대한민국의 기자이다. KBS 보도본부 소속이며, KBS 대구방송총국 총국장(2023. 12.~2024.07)이다.

## 학력
- 성광고등학교
- 서울대학교 인류학과 학사
- 중앙대학교 신문방송대학원 석사(학위논문명:통일 대비 '차세대 방송 및 콘텐츠'에 관한 연구)

## 경력
- KBS 보도본부 정치부 기자
- KBS 보도본부 사회부 기자
- KBS 편집부 기자
- KBS LA특파원
- 2011년 7월: KBS 시청자본부 사회2부 부장
- 2012년 6월: KBS 보도국 국제부 부장
- KBS 보도국 경인방송센터 센터장
- 2015년 7월: KBS 보도본부 보도국 사회1부 부장
- 2016년 5월~2016년 8월: KBS 전략기획실 방송문화연구소 방송문화연구부 부장
- 2016년 9월~2018년 4월: KBS 보도본부 통합뉴스룸 국제주간
- 2023년 12월~2024년 7월: KBS 대구방송총국 총국장

## 진행

### 과거 텔레비전
- 특파원 현장보고 진행

### 현재 텔레비전
- KBS 뉴스라인 진행